# Volley-ball féminin aux Jeux méditerranéens
Le volley-ball féminin est apparu en 1975 lors de la 7e édition des Jeux méditerranéens.

## Palmarès
| 1975 Détails | Alger                | Yougoslavie |       | Italie      | Turquie     |       | Égypte      |
| 1979 Détails | Split                | Italie      |       | Yougoslavie | France      |       | Turquie     |
| 1983 Détails | Casablanca           | Italie      |       | France      | Yougoslavie |       | Maroc       |
| 1987 Détails | Lattaquié            | Albanie     |       | Turquie     | Italie      |       | Grèce       |
| 1991 Détails | Athènes              | Italie      |       | Turquie     | Grèce       |       | Albanie     |
| 1993 Détails | Languedoc-Roussillon | Croatie     |       | France      | Turquie     |       | Grèce       |
| 1997 Détails | Bari                 | Italie      |       | Turquie     | France      |       | Yougoslavie |
| 2001 Détails | Tunis                | Italie      | 3 – 0 | Turquie     | France      | 3 – 1 | Grèce       |
| 2005 Détails | Almería              | Turquie     | 3 – 0 | Grèce       | Italie      | 3 – 1 | Croatie     |
| 2009 Détails | Pescara              | Italie      | 3 – 2 | Turquie     | Croatie     | 3 – 0 | Grèce       |
| 2013 Détails | Mersin               | Italie      | 3 – 1 | Turquie     | Croatie     | 3 – 2 | Slovénie    |
| 2018 Détails | Tarragone            | Croatie     | 3 – 1 | Grèce       | Turquie     | 3 – 1 | France      |
| 2022 Détails | Oran                 |             |       |             |             |       |             |

## Tableau des médailles
| Rang  | Nation      | Or | Argent | Bronze | Total |
| ----- | ----------- | -- | ------ | ------ | ----- |
| 1     | Italie      | 7  | 1      | 2      | 10    |
| 2     | Croatie     | 2  | 0      | 2      | 4     |
| 3     | Turquie     | 1  | 6      | 3      | 10    |
| 4     | Yougoslavie | 1  | 1      | 1      | 3     |
| 5     | Albanie     | 1  | 0      | 0      | 1     |
| 6     | France      | 0  | 2      | 3      | 5     |
| 7     | Grèce       | 0  | 2      | 1      | 3     |
| Total | Total       | 12 | 12     | 12     | 36    |